# Выборы в Орловский областной совет народных депутатов (2016)
Выборы депутатов Орловского областного совета народных депутатов созыва 2016—2021 годов состоялись в Орловской области 18 сентября 2016 года в единый день голосования, одновременно с выборами в Государственную думу РФ. Выборы прошли по смешанной избирательной системе: из 50 депутатов 25 были избраны по партийным спискам (пропорциональная система), другие 25 — по одномандатным округам (мажоритарная система). Для попадания в областной совет по пропорциональной системе партиям необходимо преодолеть 5%-й барьер. Срок полномочий депутатов — пять лет.
На 1 июля 2016 года в области было зарегистрировано 644 775 избирателей. Явка составила 53,31 %.

## Ключевые даты
- 17 июня Законодательное собрание Орловской области назначило выборы на 18 сентября 2016 года (единый день голосования).[2]
  - 21 июня постановление о назначении выборов было опубликовано в СМИ.[3]
- 21 июня Избирательная комиссия Орловской области утвердила календарный план мероприятий по подготовке и проведению выборов.[3]
- с 21 июня по 25 июля — период выдвижения кандидатов и списков.[3]
  - агитационный период начинается со дня выдвижения и заканчивается и прекращается за одни сутки до дня голосования.[3]
- с 4 июля по 3 августа — период представления документов для регистрации кандидатов и списков.[3]
- с 20 августа по 16 сентября — период агитации в СМИ.[3]
- 17 сентября — день тишины.[3]
- 18 сентября — день голосования.

## Участники
6 политических партий получили право быть зарегистрированными без сбора подписей избирателей:
- Единая Россия
- Коммунистическая партия Российской Федерации
- Справедливая Россия
- ЛДПР — Либерально-демократическая партия России
- Яблоко
- Российская партия пенсионеров за справедливость

### Выборы по партийным спискам
По единому округу партии выдвигали списки кандидатов. Для регистрации выдвигаемого списка партиям требовалось собрать от 3236 до 3559 подписей избирателей (0,5 % от числа избирателей).
| 1 | Коммунистическая партия Российской Федерации    | Василий Иконников • Валентина Остроушко • Павел Боринов • Вячеслав Морозов | 24 | 29 | зарегистрирован                                                                              |
| 2 | Справедливая Россия                             | Сергей Миронов • Руслан Перелыгин                                          | 25 | 38 | зарегистрирован                                                                              |
| 3 | ЛДПР — Либерально-демократическая партия России | Владимир Жириновский • Андрей Куцын • Владислав Тарасевич                  | 24 | 42 | зарегистрирован                                                                              |
| 4 | Единая Россия                                   | Леонид Музалевский • Наталья Дмитриева • Валерий Савин                     | 25 | 53 | зарегистрирован                                                                              |
| — | Патриоты России                                 | Елена Крачнакова • Юрий Агарков • Алексей Сазонов                          | 21 | 24 | отказано в регистрации (выявлено более 10 % недействительных подписей)                       |
| — | Народ против коррупции                          | Борис Павлов                                                               | 15 | 16 | отказано в регистрации (не представлены документы для регистрации)                           |
| — | Яблоко                                          | Александр Кириллов • Александр Докукин • Сергей Зайцев                     | 12 | 15 | отказано в регистрации (недостаточное количество окружных частей после выбывания кандидатов) |
| — | Российская партия пенсионеров за справедливость |                                                                            |    |    | отказано в заверении (не представлены документы для заверения)                               |
| — | Партия Роста                                    |                                                                            |    |    | отказано в заверении (не представлены документы для заверения)                               |
| *Окружная часть соответствует одному одномандатному округу и должна включать от 1 до 2 кандидатов. Окружных частей должно быть от 15 до 25. |                                                 |                                                                            |    |    |                                                                                              |
| **Без учёта выбывших кандидатов. Общее число кандидатов не может превышать 54 человек.                                                      |                                                 |                                                                            |    |    |                                                                                              |

### Выборы по округам
По 25 одномандатным округам кандидаты выдвигались как партиями, так и путём самовыдвижения. Кандидатам требовалось собрать 3 % подписей от числа избирателей соответствующего одномандатного округа.
| Партия | Партия                                          | Кандидатов | Кандидатов       |
| Партия | Партия                                          | Выдвинуто  | Зарегистрировано |
| ------ | ----------------------------------------------- | ---------- | ---------------- |
|        | Единая Россия                                   | 25         | 25               |
|        | Коммунистическая партия Российской Федерации    | 25         | 24               |
|        | ЛДПР — Либерально-демократическая партия России | 23         | 22               |
|        | Народ против коррупции                          | 2          | 0                |
|        | Партия Роста                                    | 1          | 0                |
|        | Справедливая Россия                             | 23         | 23               |
|        | Яблоко                                          | 4          | 4                |
|        | Самовыдвижение                                  | 12         | 4                |
| Всего  | Всего                                           | 115        | 102              |

| №  | Состав                                                                                   | Избирателей |
| -- | ---------------------------------------------------------------------------------------- | ----------- |
| 1  | частично город Орёл                                                                      | 23 967      |
| 2  | частично город Орёл                                                                      | 23 952      |
| 3  | частично город Орёл                                                                      | 27 971      |
| 4  | частично город Орёл                                                                      | 28 076      |
| 5  | частично город Орёл                                                                      | 25 745      |
| 6  | частично город Орёл                                                                      | 27 892      |
| 7  | частично город Орёл                                                                      | 27 667      |
| 8  | частично город Орёл                                                                      | 25 417      |
| 9  | частично город Орёл                                                                      | 25 249      |
| 10 | частично город Орёл                                                                      | 24 252      |
| 11 | частично город Ливны                                                                     | 23 461      |
| 12 | частично город Ливны, Ливенский район                                                    | 21 603      |
| 13 | частично Ливенский район, Верховский район                                               | 23 729      |
| 14 | частично город Мценск                                                                    | 25 391      |
| 15 | Мценский район, частично город Мценск                                                    | 27 158      |
| 16 | частично Орловский район                                                                 | 26 262      |
| 17 | частично Орловский район, Знаменский район                                               | 28 122      |
| 18 | Болховский район, Хотынецкий район, частично Знаменский район                            | 28 271      |
| 19 | Залегощенский район, частично Верховский район                                           | 24 658      |
| 20 | Глазуновский район, Троснянский район, частично Малоархангельский район                  | 27 687      |
| 21 | Должанский район, Колпнянский район, частично Малоархангельский район                    | 24 007      |
| 22 | Дмитровский район, Кромской район                                                        | 28 169      |
| 23 | Корсаковский район, Краснозоренский район, Новодеревеньковский район, Новосильский район | 26 021      |
| 24 | Покровский район, Свердловский район                                                     | 25 592      |
| 25 | Сосковский район, Урицкий район, Шаблыкинский район                                      | 26 759      |

## Результаты
| Место                      | Место                      | Партия                     | по областным спискам | по областным спискам | по областным спискам | по одно- мандатным округам | всего         | всего |
| Место                      | Место                      | Партия                     | Голоса               | %                    | Получено мест        | Получено мест              | Получено мест | %     |
| -------------------------- | -------------------------- | -------------------------- | -------------------- | -------------------- | -------------------- | -------------------------- | ------------- | ----- |
|                            | 1.                         | «Единая Россия»            | 157 786              | 45,96 %              | 12                   | 22                         | 34            | 68 %  |
|                            | 2.                         | КПРФ                       | 79 166               | 23,06 %              | 6                    | 0                          | 6             | 12 %  |
|                            | 3.                         | ЛДПР                       | 62 965               | 18,34 %              | 5                    | 0                          | 5             | 10 %  |
|                            | 4.                         | «Справедливая Россия»      | 31 783               | 9,26 %               | 2                    | 1                          | 3             | 6 %   |
|                            |                            |                            |                      |                      |                      |                            |               |       |
|                            |                            | «Яблоко»                   | —                    | —                    | —                    | 0                          | 0             | 0 %   |
|                            |                            | Самовыдвижение             | —                    | —                    | —                    | 2                          | 2             | 4 %   |
| Недействительные бюллетени | Недействительные бюллетени | Недействительные бюллетени | 11 618               | 3,38 %               |                      |                            |               |       |
| Всего                      | Всего                      | Всего                      | 343 318              | 100 %                | 25                   | 25                         | 50            | 100 % |